# Retowo (województwo zachodniopomorskie)
Retowo (niem. Rottow) – wieś w Polsce położona w województwie zachodniopomorskim, w powiecie białogardzkim, w gminie Tychowo. W latach 1975–1998 wieś należała do woj. koszalińskiego. Według danych UM, na dzień 31 grudnia 2014 roku wieś miała 30 stałych mieszkańców.
Wchodzi w skład sołectwa Bukowo.

## Położenie
Wieś leży w odległości ok. 5 km na północ od Tychowa, przy drodze wojewódzkiej nr 167, w pobliżu rzeki Chotli.

## Komunikacja
W miejscowości znajduje się przystanek komunikacji autobusowej.